# François Charles d'Avrange d'Haugéranville
François Charles d'Avrange d'Haugéranville, dit Davrange, né le 6 octobre 1782 à Versailles, mort le 27 août 1817 à Paris), est un général français de la Révolution et de l’Empire.

## Biographie
François Charles Jean Pierre Marie d'Avrange d'Haugéranville est issu d'une famille de militaires : fils de François d'Avrange d'Haugéranville, major des gardes de la porte du Roi, il est le neveu de Jean François d'Avrange du Kermont, commissaire des guerres d'artillerie. Sa mère, Thérèse Berthier (septembre 1760 - Versailles † 1827), fille de Jean-Baptiste Berthier (1721-1804), ingénieur-géographe est la sœur des Prince de Neuchâtel et Comte de Berluy.

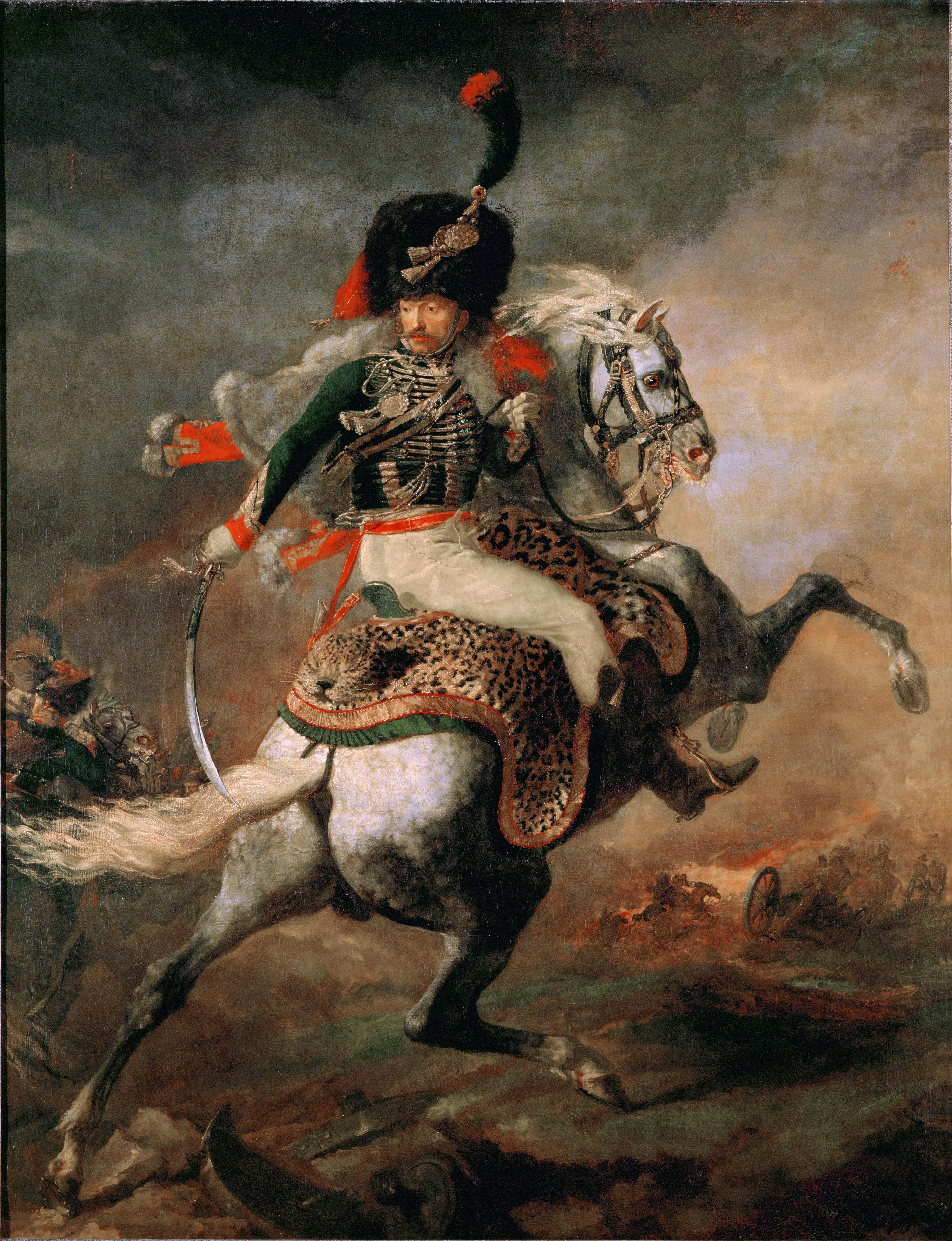
Officier de chasseurs à cheval de la garde impériale chargeant, Théodore Géricault, 1812.

Le jeune d'Avrange suit également la carrière des armes : engagé au 5e régiment de hussards le 5 octobre 1796, il devient le 25 juin 1807, colonel du 6e cuirassiers. C'est à la tête de son régiment que le colonel d'Avrange est blessé le 22 mai 1809 à Essling. Son régiment participe alors à la campagne d'Allemagne et d'Autriche (1809) et se trouve aux batailles d'Eckmühl, d'Essling et de Wagram.
Le titre de baron de l'Empire lui est  accordé par décret du 19 mars 1808 et lettres patentes du 10 septembre 1808 (Palais de Saint-Cloud). 
Aide de camp de Joachim Murat, il passe major des chasseurs à cheval de la Garde impériale, et est promu à 30 ans général de brigade le 27 février 1813. 
Rallié à la Restauration, Davrange est fait grand officier de la Légion d'honneur par Louis XVIII en 1814. Il suit le roi à Gand où il devient commandant de la Maison militaire du roi. Le 14 novembre 1815, il est nommé premier aide-major des Garde du corps du roi.
Il meurt des suites d'une chute de cheval, étant de service auprès du roi, le 27 août 1817, à l'hôtel des gardes du corps, 7 Quai d'Orsay.
Son nom figure sur l'Arc de triomphe de l'Étoile, à Paris.

## Armoiries
| Figure | Blasonnement |
|        | Armes de la famille d'Avrange D'azur, au chevron brisé d'or, accompagné de trois besants du même., |
|        | Armes du baron d'Avrange d'Haugéranville et de l'Empire Écartelé : le premier d'azur au chevron d'or accompagné de trois pommes de même, deux en chef, une en pointe ; au deuxième des Barons militaires ; au troisième de gueules à la cuirasse d'argent surmontée d'un casque de même, au quatrième d'azur aux deux épées d'or en sautoir, accompagnées de trois étoiles d'argent et d'un soleil d'or en chef (alias de Berthier)., Livrées : bleu, amarante, blanc, jaune. |